# Misericordia (confraternita)

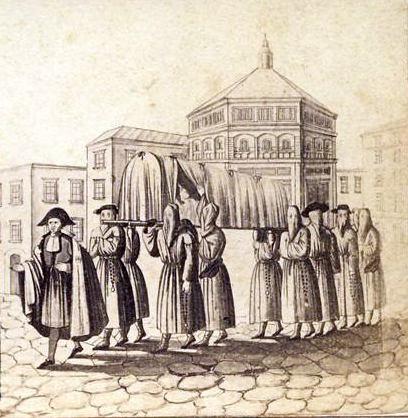
Confratelli della Misericordia trasportano una barella a Firenze.

Misericordia è il nome di numerose confraternite e arciconfraternite di origine cattolica dedite all'assistenza dei "bisognosi". 

Per le sue origini cristiane, la Misericordia è una congregazione ad ispirazione cattolica; nonostante ciò chiunque può farne parte, indipendentemente dal suo credo religioso; oggi, infatti, alcuni confratelli sono atei o appartenenti ad altri culti e religioni.
Diffuse in tutta Europa e nel Mondo, è in Italia che se ne rintracciano le fonti documentali più antiche con la fondazione nel 1244 della Misericordia di Firenze.
In Italia le Confraternite di Misericordia ancora attive sono oltre 700 e la loro attività di volontariato spazia dal soccorso sanitario con ambulanze in convenzione con i Servizi 118 - Emergenza sanitaria delle ASL al trasporto sociosanitario, dalla gestione di poliambulatori alle onoranze funebri (funerale e sepoltura), dalla gestione di centri sociali e residenze per anziani alla Protezione Civile.
Le Confraternite e le Arciconfraternite della Misericordia sono riunite, sin dal 1899 nella Confederazione nazionale delle Misericordie d'Italia.

## Origini delle confraternite
Il fenomeno rappresentato dalle confraternite di Misericordia, quale oggi lo conosciamo, affonda le sue radici nella tradizione, sociale e religiosa, delle prime forme di partecipazione dei cittadini alla vita della comunità. Alcuni autori ("Jubilaum Internationale Confraternitatum - Acta", Don Vincenzo Paglia, Roma 1984) ne fanno risalire l'origine alle stesse prime comunità cristiane che svilupparono in una fitta rete di associazioni. Tali gruppi comunitari si presentano alla stregua di una federazione di confraternite a carattere religioso e professionale, in senso lato evidentemente, ma ciascuna con le sue assemblee, i suoi statuti, i suoi funzionari, la sua cassa. Esse, prima osteggiate dall'autorità, poi tollerate e quindi incoraggiate, mutuarono forme di organizzazione dai cosiddetti "collegi" romani.
Fu nel medioevo, tuttavia, che queste forme di partecipazione dei cittadini alla vita sociale assunsero una identità più definita.

Se ne ha notizia già dal secolo X, ma è nel secolo XIII che le troviamo diffuse, ovunque in Europa, come vero e proprio tessuto connettivo della società in cui la motivazione religiosa si accompagna, spesso, al bisogno di considerazione sociale e di sicurezza.

All'interno di questo grandioso fenomeno spontaneo è possibile, tuttavia, individuare i contorni di almeno quattro tipologie di associazioni.
Vi sono le confraternite di Devozione (Compagnie dei Laudesi, ecc.) che raccolgono tutti coloro che sono attratti da una stessa forma di pietà (ad esempio il culto all'eucaristia o al rosario) e che consentono una partecipazione più diretta dei laici alla liturgia.
Vi sono le Confraternite dei Penitenti (Compagnia dei Disciplinati, i Flagellanti, ecc.) che pongono l'accento sul rigore di comportamento richiesto agli adepti e sulla necessità del pentimento e della penitenza.
Vi sono le Confraternite di Mestiere (Le cosiddette Arti, ecc.) che uniscono attorno al culto del santo patrono i membri di una stessa professione prestando agli associati i servizi di "mutuo soccorso" ed offrendo una base di rappresentanza per la categoria.
Infine, talvolta nate in modo autonomo, altre volte frutto della evoluzione di altre associazioni, vi sono poi le Confraternite di Beneficenza (le Misericordie in Toscana, in Spagna e Portogallo, le Scholae veneziane, le Confraternite dello Spirito Santo della regione del Rodano, le Carità della Normandia, le Confraternite di Siviglia, quelle Teutoniche, ecc.) che si distinguono offrendo specifici servizi di assistenza, gestendo ospedali, curando la sepoltura dei morti, ecc.
In secoli politicamente confusi in cui erano frequenti le occasioni di contesa fra i diversi "poteri" civili e religiosi, le Confraternite si trovarono, spesso, a svolgere un ruolo da protagonista tanto sul piano religioso che su quello civile.
Sul fronte religioso, le Confraternite rappresentavano lo sforzo dei laici per ritagliarsi uno spazio fra la gerarchia, i monaci ed il popolo dei fedeli.
(Jubilaum Internationale Confraternitatum - Acta, Don Vincenzo Paglia, Roma 1984)
Sul fronte civile, le Confraternite rappresentano invece una delle forme attraverso cui si esprime il desiderio di partecipazione alla vita sociale, anche politica, della comunità.

La crescente importanza, anche economica, assunta da alcune Confraternite, unitamente alla loro grande capacità di mobilitazione dei sentimenti popolari, ne farà, a partire dal sec. XIV, l'obbiettivo di ripetuti tentativi di "imbrigliarne" lo sviluppo e l'attività.

Costantemente in bilico fra il sospetto di eresia, sul fronte religioso, e di opposizione al potere politico, sul fronte civile, spesso ricchissime per donazioni e lasciti, le Confraternite diventarono la forma associativa spontanea e volontaria più diffusa in Europa a partire dal sec XIV.

## Le Misericordie

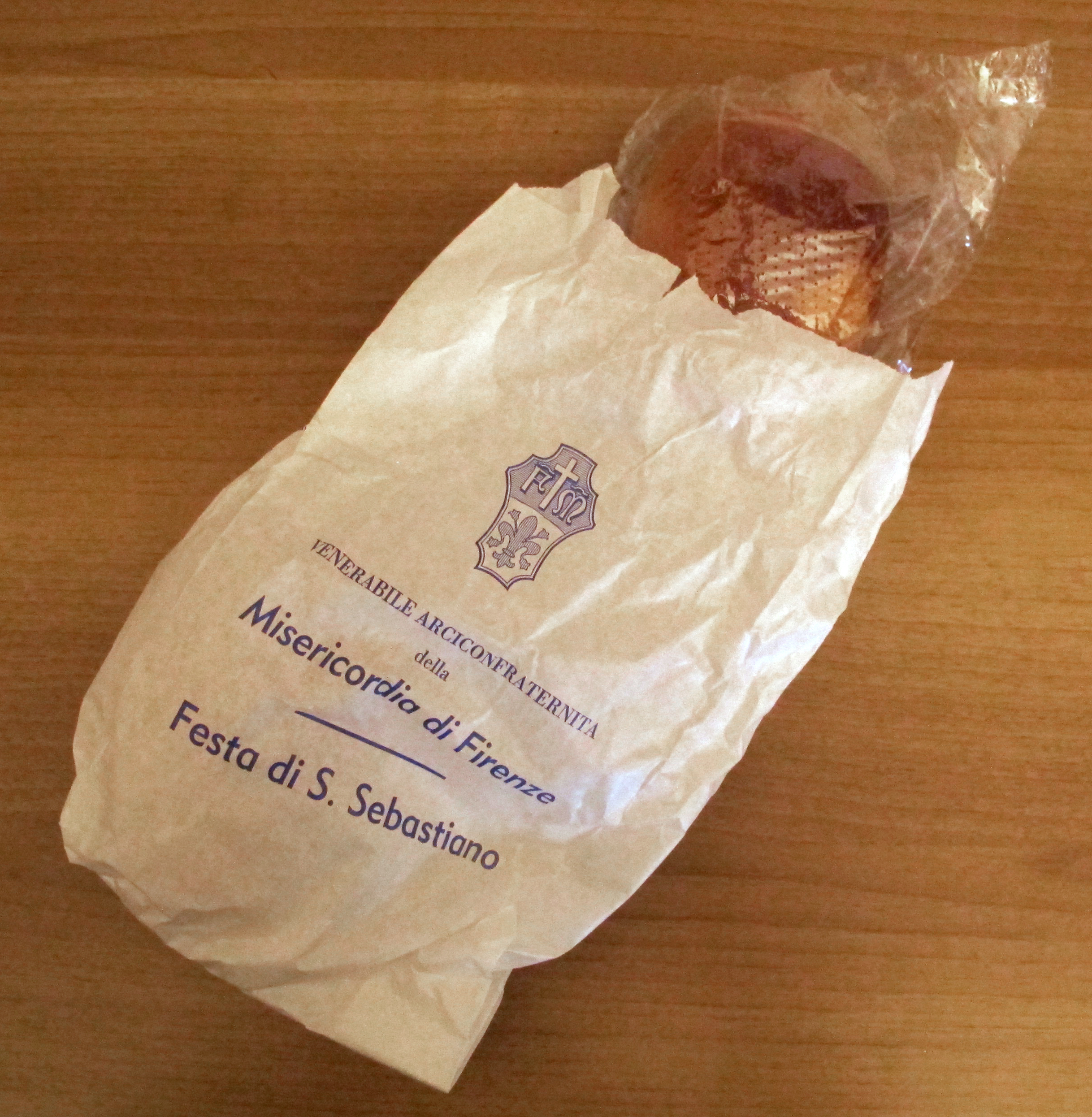
Panellini di san Sebastiano della Misericordia di Firenze.

Le prime tracce documentali risalgono alla fondazione della Venerabile Arciconfraternita della Misericordia di Firenze (1244), che è attiva ancora oggi.
Altra documentazione storica antica riguarda quelle di Siena (1250), Pontremoli (1262), Bergamo (1265), Rifredi nata nel 1280, Castel Goffredo (Mn) fondata nel 1288, Volterra (1290), Città della Pieve (1321), Pisa (1330), Sansepolcro (documentata dal 1338), Lari (PI), documentata dal 1346, quella di Pistoia (nata nel 1492), quella di Pescia (PT) nata nel 1506, quella di Casale Monferrato (1527) in Piemonte, quella di Campi Bisenzio nata nel 1546, quella di Portoferraio nata nel 1566, quella di Roccastrada nata nel 1572, quella di Prato, nata nel 1588, e quella di Livorno (del 1595).
Le Confraternite, sin dalle origini, hanno avuto carattere popolare e oltre al soccorso provvedevano anche a fornire alloggio ai pellegrini.
Ad oggi, le Confraternite, ormai note generalmente come Misericordie, costituiscono una delle principali componenti del servizio di ambulanze in convenzione con il Servizio 118 - Emergenza sanitaria e sono attive nella fornitura di servizi sociosanitari (ambulatori, trasporti, assistenza disabili, residenze sanitarie assistite) e nelle attività di onoranze funebri.

Moltiplicatesi nel corso dei secoli, dapprima in Toscana, zona d'origine, e poi, nel secolo scorso, in quasi tutto il territorio italiano, dal 1899 sono guidate dalla Confederazione nazionale delle Misericordie d'Italia ente morale (ai sensi del D.M. 12 ottobre 1992 pubblicato sulla G.U.R.I. del 29 gennaio 1993 Serie generale n° 23), con sede in Firenze, dapprima in piazza San Giovanni, in seguito in via dello Steccuto. La Confederazione riunisce oggi oltre 700 Confraternite, alle quali aderiscono circa 670.000 iscritti, dei quali oltre centomila sono impegnati permanentemente in opere di carità (i confratelli cosiddetti "attivi"). Sono diffuse in tutta la Penisola e la loro azione è diretta, da sempre, a soccorrere chi si trova nel bisogno e nella sofferenza, con ogni forma di aiuto possibile, sia materiale che morale.
Le Misericordie sono presenti in tutte le regioni italiane ad eccezione della Valle d'Aosta.
Durante la festa di san Sebastiano, il 20 gennaio, le confraternite sono solite donare dei "panellini", come da tradizione secolare.
L'8 ottobre 1967 la Madonna di Montenero in Livorno fu proclamata "Protettrice di tutte le Misericordie d'Italia".

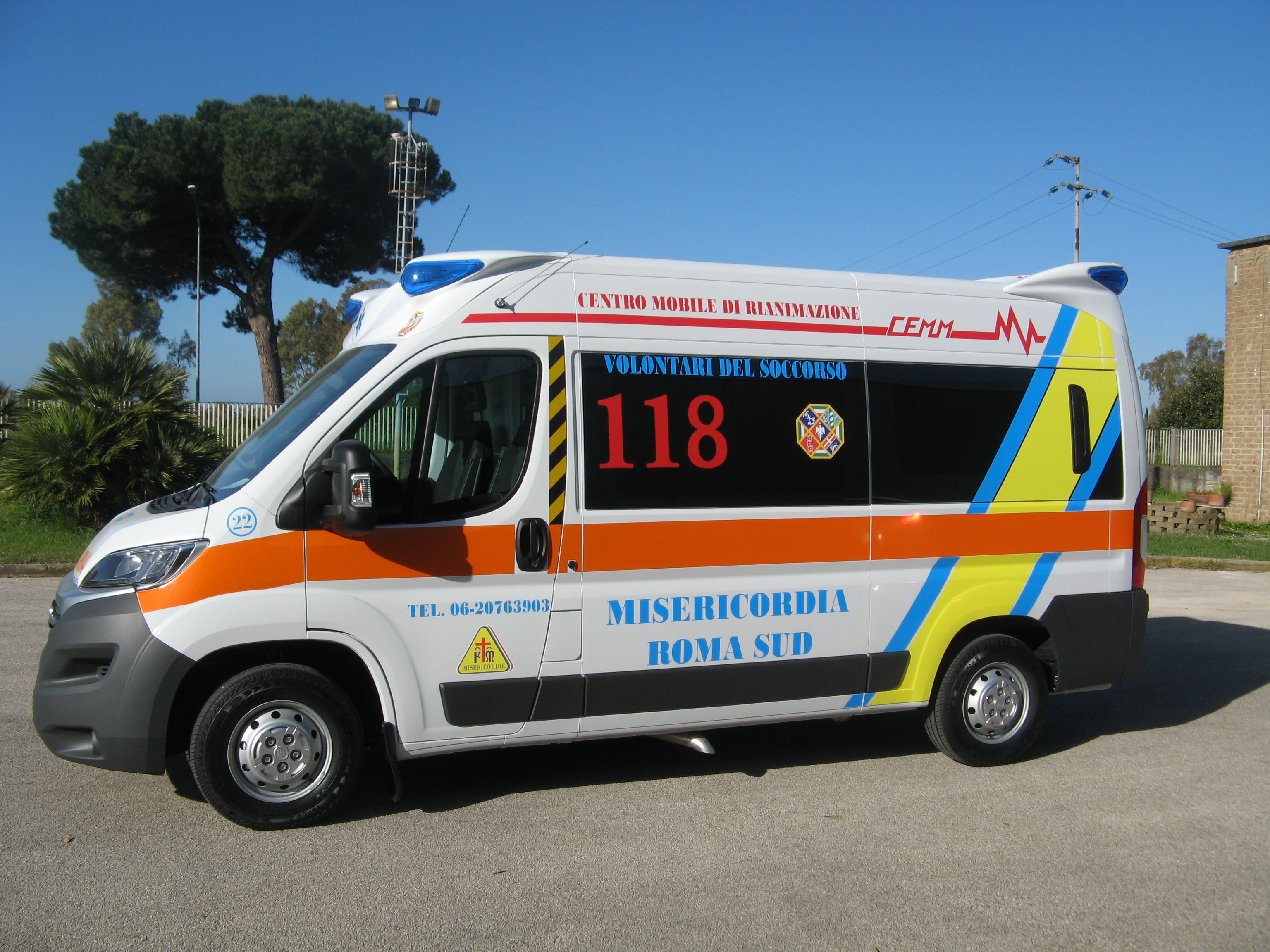
Un'ambulanza della Misericordia di Roma.